# 廣野龍
廣野龍（學名："Hironosaurus"）是恐龍的一屬，是個非正式名稱。化石是於日本福島縣的廣野町發現，地質年代為上白堊紀，被推論是屬於鴨嘴龍科。牠的化石十分零碎，包括了牙齒及可能是尾巴的脊骨。由於這些化石從未被正式描述，所以廣野龍是一個無資格名稱。牠首先是由Hisa於1988年提及，後來因大衛·蘭伯特（David Lambert）的介紹而聞名。董枝明、Y. Hasegawa及東洋一認為這些骨骸是屬於一鴨嘴龍科，但因缺乏特徵而不能作出更準確的分類。

## 外部連結
- 恐龍百科全書 （页面存档备份，存于）